# 胚
胚一般指初期发育的生物体，在生物学上一般指新生植物的雏体，是构成种子最重要的部分。

## 组成
胚芽：由生长点和幼叶组成，位于胚轴的上端。禾本科植物种子的胚芽被胚芽鞘包围。
胚轴：连接胚芽和胚根之间的短轴，侧面与子叶相连。
胚根：由生长点和根冠组成，位于胚轴的下端。禾本科植物种子的胚根外有胚根鞘包围。
子叶：双子叶植物的胚有两片子叶；单子叶植物的胚有一片子叶。

## 發育成幼體
發育成胚芽 胚軸 胚根 子葉

## 相关链接
种子